# Lázaro Pérez Jiménez
Lázaro Pérez Jiménez (Tizimín, Yucatán, México, 9 de septiembre de 1943-Ciudad de México, 25 de octubre de 2009) fue un obispo mexicano.

## Formación sacerdotal
Cursó sus estudios de Humanidades y de Filosofía en el Seminario Conciliar de Ntra. Sra. del Rosario y San Ildefonso de la Arquidiócesis de Yucatán y los de Teología en la Pontificia Universidad Gregoriana en Roma, como alumno del Pontificio. Algunos años después de la ordenación sacerdotal volvió a Roma para hacer un "reciclaje" en Teología, estudiando particularmente temas de Espiritualidad.

## Sacerdote
Fue ordenado sacerdote el 21 de septiembre de 1968 en el Templo parroquial de "Los Reyes" en Tizimín, Yucatán. Desempeñó los siguientes cargos: profesor de Teología Dogmática, vicerrector y prefecto de Estudios en el Seminario Mayor de Mérida, Yuc. Párroco de San Bartolomé en Nolo, Yuc. (1976). vicario cooperador de Santiago Apóstol en Mérida, Yuc., con el encargo de formar la nueva parroquia de Cristo Obrero. (1980). Párroco de Cristo Obrero en Mérida, Yuc., (1989). Durante todo este tiempo fue profesor de Teología en el Seminario Mayor de Mérida, Yuc. Además, en diferentes periodos, ha sido: Secretario del Consejo Presbiterial; miembro de la Comisión diocesana para la Espiritualidad del Clero; Secretario del Secretariado de Evangelización y Catequesis; encargado de la formación de los Diáconos permanentes; Capellán del Noviciado de las Religiosas Catequistas Guadalupanas, del Colegio "Peninsular", de la comunidad de San Miguel y de varios sanatorios. Profesor de Teología Dogmática en la Pontificia Universidad de México (1989-1991) y en su Arquidiócesis encargado de la formación permanente del Clero (1980-1991), Asesor del Movimiento Familiar Cristiano (1977-1991) y del Equipo Promotor de Paternidad Responsable, por él mismo fundado, y Defensor del Vínculo en el Tribunal diocesano (1984-1991).

## Obispo
Nombrado por Su Santidad Juan Pablo II como Obispo de Autlán el 14 de mayo de 1991 y es Consagrado el 29 de junio del mismo año. En la CEM ha sido: miembro del Consejo Superior en la Universidad Pontificia de México para el trienio 1992-1994 y Vocal de las Comisiones Episcopales de Doctrina de la CEM, de Pastoral Social y Pastoral Familiar; para el trienio 1994-1997 Representante de la Región Pastoral Occidente y Presidente de la Comisión Episcopal de Evangelización y Catequesis y miembro del Consejo Superior de la Universidad Pontificia de México; para el trienio 1997-2000 es Suplente del Representante de la Región Pastoral Occidente y Presidente de la Comisión Doctrinal de la CEM y Vocal de la Comisión Episcopal del Gran Jubileo del Año 2000.
Su Santidad Juan Pablo II el 26 de julio de 2003 lo designa a la Diócesis de Celaya. Para el Trienio 2004 - 2006 es nombrado Suplente de la Región Pastoral Bajío, y es Vocal de las Comisiones Episcopales para Laicos, de Diócesis y Doctrinal de la CEM. Durante la LXXXII Asamblea Plenaria es nombrado Representante de la Provincia Eclesiástica Bajío y Responsable de la Dimensión Doctria de la Fe de la C.E. Para la Pastoral Profética, para el Trienio 2007-2009. Obispo que lo sucedió en la Diócesis de Autlán: Mons. Gonzalo Galván Castillo.
De manera repentina, mientras se preparaba para viajar a Las Vegas, Nevada, por motivos familiares, muy de madrugada del domingo 25 de octubre falleció en el hotel Fiesta Inn del aeropuerto en la Ciudad de México a causa de un paro cardíaco. Sus restos descansan en la Santa Iglesia Catedral de la Diócesis de Celaya.